# Комплекс за изстрелвания Кодиак
Комплексът за изстрелвания Кодиак (на английски: Kodiak Launch Complex) е комерсиален космодрум за изстрелване на суборбитални и орбитални ракети, собственост на Корпорацията за авиокосмическо развитие на Аляска - обществена корпорация на щата Аляска. Съоръжението е разположено на нос Нароу на остров Кодиак, Аляска. Предназначен е за старт на леки ракети по суборбитална траектория и извеждането на малки космически аппарати на полярна орбита.
Решението за строителството на компрекса е взето през юли 1991 г. Първият експериментален пуск на ракета от космодрума е на 5 ноември 1998 г. Първият орбитален пуск е на 29 (30 по UTC) септември 2001 г., когато ракетата-носител „Атина-1“ извежда в орбита 4 малки спътника.
| № | Дата (UTC)        | Ракета         | Полезен товар | Извеждане |
| - | ----------------- | -------------- | --- | --------- |
| 1 | 30 септември 2001 | „Атина-1“      | Starshine-3 (OSCAR 43), PICOSat, PCSat (OSCAR 44), Sapphire (OSCAR 45).                                                                     | Успешно   |
| 2 | 20 ноември 2010   | „Минотавър IV“ | STPSat-2, Falconsat-5, Fastsat-HSV, Fastrac 1, Fastrac 2, O/OREOS, Шаблон:Comment, Nanosail-D, Шаблон:Comment S26 Ballast 1 и S26 Ballast 2 | Успешно   |
| 3 | 27 септември 2011 | „Минотавър IV“ | TacSat 4 | Успешно   |